# ویلما نونیز
ویلما نونیز دی اسکورسیا (Vilma Núñez de Escorcia) (با نام تولد: ویلما نونیز رویز) (Vilma Núñez Ruiz) (متولد ۲۵ نوامبر ۱۹۳۸)، حقوق‌دان و فعال حقوق بشری اهل نیکاراگوئه است. او از یک مادر مجرد به دنیا آمد و از اوان زندگی نگرانی خود را در عرصه عدالت اجتماعی اظهار کرد. او هنگامی‌که در دانشگاه ملی خودمختار نیکاراگوئه در لئون در رشته حقوق تحصیل می‌کرد با کارلوس تونرمن و سرجیو رامرز، مقامات ارشد دولت آینده ملاقات کرد و یکی از بازماندگان قتل‌عام دانشجویان ۲۳ ژوئیه سال ۱۹۵۹ از سوی گارد ملی سوموزا به حساب می‌آمد. او در سال ۱۹۷۵ به جبهه ملی آزادی‌بخش ساندینستا پیوست. اما در سال ۱۹۷۹ از سوی رژیم سوموزا زندانی و مورد شکنجه قرار گرفت، سپس در ۱۹ ژوئیه سال ۱۹۷۹ قبل از کامیابی شورش جبهه ملی آزادی‌بخش ساندینستا آزاد شد. هنگامی‌که این جبهه بر اریکه قدرت تکیه زد، او به عنوان معاون رئیس دیوان عالی دادگستری و سپس به عنوان رئیس کمیسیون ملی ترویج و حمایت حقوق بشر ایفای وظیفه کرد.
وقتی‌که جبهه ملی آزادی‌بخش ملی اندینستا از قدرت عزل شد، نونیز سازمان غیردولتی مرکز حقوق بشر نیکاراگوئه (CENIDH) را تأسیس کرد و در سال ۱۹۹۶ او نتوانست دانیال اورتِگا را به عنوان نامزد حزب برای کسب ریاست جمهوری به چالش بکشد، ولی در سال ۱۹۹۸ از عضویت حزب کنار رفت تا از زولمریکا اورتِگا موریلو، دختر اندر اورتِگا که او را به سوءاستفاده جنسی در دوران کودکیش متهم کرد، نمایندگی کند. نونیز بعد از آن در ۲۰۰۸ مورد آزار و اذیت قرار گرفت، ازین‌رو دادگاه حقوق بشر بین آمریکایی تدابیری را صادر کرد، تا او را حفاظت نماید. پس از راه اندازی تظاهرات ضد دولتی در ماه آوریل ۲۰۱۸، سازمان غیردولتی، مرکز حقوق بشر نیکاراگوئه از جمله معدود سازمان‌های غیرانتفاعی بود، که مبنای حقوقیش لغو شده بود. دفتر او از سوی پولیس مورد حمله قرار گرفت، ولی نونیز اصرار داشت تا فعالیت‌های حقوق بشری خود را ادامه دهد. با وضع قانون رسیدگی به نمایندگان خارجی که در آن تصریح شده بود، تمامی گروه‌های که از خارج حمایت مالی می‌شوند، باید به عنوان نمایندگان خارجی ثبت و راجستر شوند؛ همین بود که چالش جدید سر راه او در سال ۲۰۲۰ قرار گرفت و در دادگاه با مشکلات قانونی دست و گریبان شد.

## اوایل زندگی
ویلما نونیز در ۲۵ نوامبر سال ۱۹۳۸ از والدین غیرمنکوحه به دنیا آمد و باعث شد که او با سلسلهٔ از محرومیت‌ها در زندگی خود در جامعه محافظه‌کار نیکاراگوئه مواجه شود. او و مادرش، توماسا رویز در مدرسه، کلیسا و باشگاه‌ها اجتماعی در اکواپا، چنتالس روی خوش نمی‌دیدند شاید به دلیل نفوذ منطقهٔ خانم پدرش بوده باشد. پدر او، همبرتو نونیز سویا (که رابطه خونی با مادرش ندارد) رهبر حزب محافظه‌کار، منتقد رژیم سوموزا بود، که اغلباً در دوران طفولیت ویلما نونیز زندانی می‌شد، هرچند او در زمان فرمان‌روایی انستازیو سوموزا گارسیا به عنوان معاون در پارلمان ایفای وظیفه کرد. سهم‌گیری پدرش در میدان سیاست، برای ویلما تأثیرگذار بود، که نخستین اقدامات مقاومت او علیه دیکتاتوری لیبرال سوموزا به شکل حمایت محافظه‌کاران ظاهر شد. درحالی‌که او نهایتاً به این نتیجه رسید، که میان ایدیولوژی‌های آن‌ها تفاوت اندکی وجود دارد و روی بی‌عدالتی اجتماعی به‌صورت کافی تمرکز نکردند.
نونیز سویا در سال ۱۹۴۷ درگذشت و برای ویلما نونیز و دو خواهر و برادر او، لئون و اندیانا، از خود ارثی برجای گذاشت. ولی این مسئله دوباره مادرشان را زیر دست ساخت، زیرا پول او مستقیماً به مادرش وصیت نشده بود، بلکه در عوض پرداخت او به صلاحیت وی بود. این تجربه‌های اوایل زندگی او را واداشت تا بعداً فعال حقوق بشر شود و هم‌چنان علاقه پیداکرد تا در دانشکده حقوق تحصیل کند، هرچند مادرش می‌خواست او در رشته معماری تحصیل نماید.
اما او تا سن ۸ سالگی به مدرسه نرفت و در نهایت به منگوانا رفت، در آن‌جا در جست‌جوی مدرسه متوسطه خوب شد که بتواند او را بپذیرد. سرانجام او در مدرسه Colegio Madre del Divino Pastor ثبت نام کرد و در سن ۱۹ سالگی وارد دانشگاه ملی خودمختار نیکاراگوئه در لیون شد، در آن‌جا در رشته حقوق به تحصیل پرداخت. او در این دانشگاه هم‌راه با کارلوس تونرمن که در آن ایام استاد جوان بود، درس خواند. کارلوس متعاقباً عضو گروه ۱۲ شد که حامیان جبهه ملی آزادی‌بخش ساندینستا را رهبری می‌کرد. او در نهایت وزیر آموزش در دوران حکومت جبهه ملی آزادی‌بخش ساندینستا شد.

## حرفه

### اوایل حرفه و FSLN
نونیز پس از این‌که از دانشگاه فارغ شد، به عنوان وکیل در دادگستری، اساساً به عنوان وکیل مدافع بخش جنایی به کار آغاز کرد. رونده‌های پیچیده را برای دفاع از زندانیان سیاسی که از سوی حکومت سوموزا زندانی شده بودند، روی دست گرفت. در میان کسانی‌که پرونده‌های شان روی دست بود، خرده دهقان‌پیشه‌ها (دهقانان) نیز بودند، که برای مصادره زمین بازگردانیده شده به آن‌ها می‌جنگیدند. ولی بعداً دانستند که او در واقع ساندینستایی بود که زمین را تصرف کرده بود.
نونیز در سال ۱۹۷۵ شامل جبهه ملی آزادی‌بخش ساندینستا شد، در ۳۰ آوریل سال ۱۹۷۹ از سوی حکومت سوموزا زندانی گردید. سپس در ۱۱ ژوئیه چند روز قبل از فروپاشی رژیم (۱۹ ژوئیه) از زندان آزاد شد. او در جریان حبس ۵ ماهه‌اش، مورد شکنجه قرار گرفت و حتی شوک برقی بر او داده شد، ولی هیچ معلوماتی مرتبط به فعالیت و عملیات شبکه جبهه ملی آزادی‌بخش ساندینستا، مثلاً؛ عملیات تسخیر مؤفقانه شهر لیون را توسط فرمانده دورا ماریا تیلز اقرار نکرد.
در ۲۰ ژوئیه یک روز بعد از سیطره جبهه ملی آزادی‌بخش ساندینستا از نونیز دعوت شد، تا او به عنوان معاون رئیس دادگاه عالی خدمت نماید.: ۸۲  در همان دوره، نونیز هم‌چنان معاون کمیسیون صلح نیکاراگوئه بود، که مسؤلیت ایجاد هم‌بستگی بین‌المللی علیه تحریم ایالات متحده آمریکا را به‌عهده داشت. او با گروه‌های کار کرد، که برای نیکاراگوئه امکانات و تجهیزات ارسال می‌کردند و سفرهای کاری به این کشور داشتند، تا به آن کمک کنند.: 160–161  او در این نقش به‌صورت گسترده به ایالات متحده آمریکا سفر کرد و مشخصاً دربارهٔ سیستم حقوقی نیکاراگوئه صحبت نمود. او هم‌چنان با رید برودی، دادستان سابق نیویورک، در راستای جمع‌آوری معلومات دربارهٔ حملات کنتراها بالای غیر نظامیان کار کرد که در سال ۱۹۸۵ به عنوان وحشت کانترا در نیکاراگوئه: گزارش مأموریت حقیقت‌یاب، سپتامبر ۱۹۸۴ الی ژانویه ۱۹۸۵ منتشر شد.: 160–161 
جبهه ملی آزادی‌بخش ساندینستا پس از تصرف قدرت، در سال ۱۹۸۸ نونیز را رئیس اداره تازه تأسیس «کمیسیون ملی ترویج و حمایت حقوق بشر» مقرر کرد، که او در این مقام تا سال ۱۹۹۰ خدمت کرد. او تقرر خویش در این وظیفه را به مثابه جزا محسوب کرد، زیرا او قبلاً معاون ارشد دادگاه بود که حتی در آستانه احراز پُست ریاست بود. اما از آن‌جای که او را به منصب ریاست کمیسون حقوق بشر منتقل کردند از پیشرفت وظیفوی او جلوگیری شد.: ۸۲ 
نونیز به عنوان عضوی جبهه ملی آزادی‌بخش ساندینستا برابری جنسیتی را نسبت به عملی، بیشتر تئوری و نظری مشاهده کرد. درحالی‌که، اسناد رسمی در این باره مشارکت سیاسی مساوی را تصریح نموده‌است. با این‌حال، او گفت: «تطبیق این مسئله متفاوت بود».: 75–76  او پیشرفت محدود زنان را در عرصه جنسیت، به تلاش‌های فردی مبارزان زن و انجمن زنان نیکاراگوئه لویزا امندا اسپینوزا نسبت داد.: ۱۳۲ 

## افتخارات
نونیز بنابر فعالیت‌های حقوق بشری‌اش مدال لژیون را در سال ۲۰۱۱ از سوی سفارت فرانسه دریافت کرد. در همین سال، هم‌چنان جایزه استیک لارسون را از بهر «مبارزه طولانی‌اش در راستای حقوق زنان و علیه قانون ناعادلانه ضد سقط جنین نیکاراگوئه» به‌دست‌آورد؛ جایزهٔ در کنار خود ۲۰۰ هزار کرون سویدن (معادل حدود ۳۰ هزار دالر آمریکایی) را به همراه داشت. به همین‌ترتیب، نونیز در سال ۲۰۱۹ برنده جایزه بین‌المللی صلح برمن در بخش «سفیر صلح در زندگی عامه» شد.

## زندگی شخصی
نونیز در ماه دسامبر ۱۹۶۳ با اتو اسکورسیا پاستران که دندانپزشک بود، با او در دانشگاه ملی خودمختار نیکاراگوئه آشنا شد، ازداوج کرد. هر دوی آن‌ها برنده جایزه بهترین دانشجوی دانشگاه بودند. سپس او به نام «ویلما نونیز دی اسکورسیا» مسمی شد. این زوج دو فرزند (به نام‌های اتو و یوجینیا)، چهار نوه و یک نبیره دارند.

## آثار
- 1990, ed. , Independencia del poder justicial: Construimos la democracia fortaleciendo el poder judicial